# Angophora leiocarpa

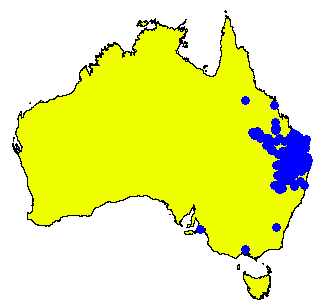
Verbreitung von Angophora leiocarpa

Angophora leiocarpa ist eine Pflanzenart innerhalb der Familie der Myrtengewächse (Myrtaceae). Sie kommt im Osten Queenslands und im angrenzenden nordöstlichen New South Wales vor.

## Beschreibung

### Erscheinungsbild und Blatt
Angophora leiocarpa wächst als Baum, der Wuchshöhen von bis zu 25 Meter erreicht. Die Borke ist am gesamten Baum glatt, rosa, grau oder cremefarben und schält sich in geringem Umfang.
Die einfachen Laubblätter sind immer gegenständig an den Zweigen angeordnet. Bei Angophora leiocarpa liegt Heterophyllie vor, das heißt die Blätter einer Pflanze unterscheiden sich hinsichtlich Größe und Form. Die Laubblätter junger Exemplare sind sitzend und mit steifen, einfachen Haaren sowie borstigen Drüsenhaaren (Trichomen) bedeckt. Sie sind bei einer Länge von bis zu 10 cm und einer Breite von etwa 1,5 cm breit-lanzettlich oder schmal-elliptisch. An mittelalten Exemplaren sind die Laubblätter gerade, ganzrandig und matt grün. Die Laubblätter an erwachsenen Exemplaren sind in Blattstiel und Blattspreite gegliedert. Ihr Blattstiel ist 10 bis 15 mm lang. Ihre einfache Blattspreite ist bei einer Länge von 7 bis 14 cm und einer Breite von 1 bis 2,5 cm lanzettlich mit spitzem Spreitengrund und spitzem oberen Ende. Die Blattober- und Unterseite ist verschieden gefärbt. Die Seitennerven stehen in engen Abständen in einem stumpfen Winkel zum Hauptnerv. Die Keimblätter (Kotyledonen) sind fast kreisförmig.

### Blütenstand und Blüte
Endständig auf einem 15 bis 32 mm langen, kahlen Blütenstandsschaft stehen in zusammengesetzten Gesamtblütenständen mehrere Teilblütenstände. Der kahle oder steif behaarte Blütenstiel ist 4 bis 9 mm lang. Die eiförmigen Blütenknospen sind 4 bis 7 mm lang und besitzen einen Durchmesser von 4 bis 6 mm. Die zwittrigen Blüten sind cremeweiß. Der Blütenbecher (Hypanthium) ist glatt oder leicht gerippt. Die vier Kelchblätter sind zu vier Kelchzähnen auf dem Blütenbecher reduziert. Die vier Kronblätter besitzen eine Länge von 3 bis 4 mm sowie eine Breite von je etwa 3 mm.

### Frucht und Samen
Die gestielte Frucht ist bei einer Länge von 9 bis 13 mm und einem Durchmesser von 8 bis 11 mm eiförmig und oft verjüngt sie sich zur Spitze hin. Der Diskus ist flach oder eingedrückt und vom Rand des Blütenbechers verdeckt. Die kniescheibenförmigen Samen sind regelmäßig und abgeflacht, glatt und seidenmatt rot.

## Vorkommen
Das Hauptverbreitungsgebiet von Angophora leiocarpa liegt im östlichen Queensland und im angrenzenden Nordosten von New South Wales, nördlich von Grafton und Narrabri. Angophora leiocarpa kommt weit verbreitet verstreut und örtlich auch häufig vor.
Angophora leiocarpa gedeiht hauptsächlich auf tiefen Sandböden in Flussauen oder auf Sandsteinbasis.

## Taxonomie
Die Erstbeschreibung erfolgte 1986 durch Gregory John Leach unter dem Namen (Basionym) Angophora costata subsp. leiocarpa L.A.S.Johnson ex G.J.Leach unter dem Titel A Revision of the Genus Angophora (Myrtaceae) in Telopea, Volume 2 (6), S. 760. Das Typusmaterial weist die Beschriftung New South Wales: North Western Slopes: Just S of Warialda, near High School, Leach 423, 25. August 1976 (LTB). Isotype: NSW auf. Die Neukombination zu Angophora leiocarpa (L.A.S.Johnson ex G.J.Leach) K.R.Thiele & Ladiges erfolgte 1988 durch Kevin Richard Thiele und Pauline Yvonne Ladiges unter dem Titel A cladistic analysis of Angophora Cav. (Myrtaceae) in Caldistics, Volume 4 (1), S. 41. Weitere Synonyme sind Eucalyptus leiocarpa (L.A.S.Johnson ex G.J.Leach) Brooker und Angophora costata subsp. leiocarpa L.A.S.Johnson ex G.J.Leach.